# Syscenus intermedius
Syscenus intermedius är en kräftdjursart som beskrevs av Richardson 1910B. Syscenus intermedius ingår i släktet Syscenus och familjen Aegidae. Inga underarter finns listade i Catalogue of Life.